# Narbasos
Los Narbasos (En latín Narbasi) eran un pueblo celta que habitaba en lo que luego se convertiría en la provincia romana de Lusitania y Gallaecia, viviendo en la actual provincia de Minho, al norte de Portugal y cerca de las áreas de la comunidad autónoma española de Galicia.  